# Ruta 34 (Costa Rica)
La Ruta 34, oficialmente Pacífica Fernández Oreamuno y enumerada dentro de la Red Vial Nacional cómo Ruta Nacional Primaria 34, aunque es conocida como Carretera Costanera Sur, es una ruta nacional de Costa Rica ubicada en las provincias de Alajuela y Puntarenas.  Recorre buena parte del litoral central y sur del Océano Pacífico del país.

## Descripción
En la provincia de Alajuela, la ruta atraviesa el cantón de Orotina (el distrito de Coyolar).
En la provincia de Puntarenas, la ruta atraviesa el cantón de Osa (los distritos de Puerto Cortés, Palmar, Bahía Ballena), el cantón de Quepos (los distritos de Quepos, Savegre), el cantón de Parrita (el distrito de Parrita), el cantón de Garabito (los distritos de Jacó, Tárcoles y Lagunillas).
Algunas localidades importantes que comunica son: Pozón, Tárcoles, Herradura, Jacó, Parrita, Quepos, Dominical, Ciudad Cortés y Palmar Norte.

## Historia

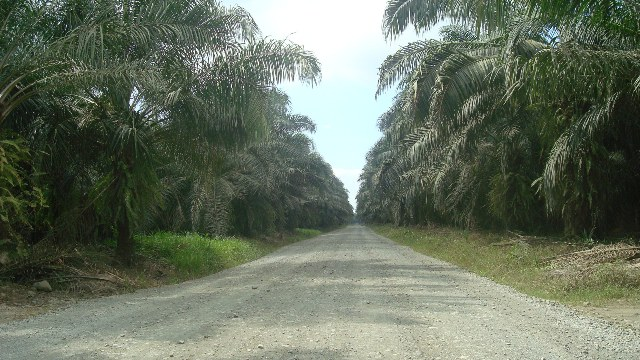
Plantación de palma africana en Parrita, sobre la Ruta 34.

El proyecto de la Ruta 34  nació en 1978, en el gobierno de don Daniel Oduber Quirós,  con el fin de comunicar varias comunidades costeras del Pacífico Central costarricense, entre ellas (las más importantes) Jacó, Parrita y Quepos. En estas dos últimas zonas se había dado un fuerte impulso a la producción bananera hasta mediados del siglo XX, y su medio de comunicación principal había sido hasta entonces por vía férrea o marítima. A inicios de los 50s se introduce en su lugar la palma africana.
Asimismo, se consideraba necesario una ruta alterna para dirigirse al sur del país, en una carretera que recorriera una topografía más plana. 
Sin embargo, su construcción estuvo plagada de atrasos debido a problemas económicos, por lo que fue concluida en varias etapas durante más de 30 años.
El proyecto se retomó en 1983 con el trazado y asfaltado del eje vial entre Parrita y Quepos. Varios sectores, como el tramo Barú-Palmar Norte estuvo totalmente paralizado tres años porque los dineros existentes no se giraban, el financiamiento era escaso y a la empresa encargada se le rescindió el contrato.
Su última etapa se concluyó el 29 de abril de 2010, con el trayecto entre Quepos y Dominical. En la actualida, es una vía fundamental para el gran desarrollo turístico de la zona.

## Recorrido
Debido a que recorre esencialmente la franja litoral,  la carretera es conocida popularmente como “Costanera”.  Su trayecto  es un  corredor que conecta desde la Ruta 27 del país (Ruta Nacional N.º 27) cerca de Pozón de Orotina hasta intersecar la Carretera Interamericana Sur (Ruta Nacional N.º 2) en el poblado de Palmar Norte.
El trayecto se divide en  tres etapas, de acuerdo a su período de construcción:  la primera, entre Pozón de Orotina y Quepos  (tramo de unos 100 kilómetros);  la segunda,  entre la localidad de Barú y Palmar Norte (de aproximadamente 60 kilómetros); y la tercera y más reciente, es la  que transcurre entre Quepos y Barú (de alrededor de 42 kilómetros). 
En total, la Ruta 34 mide unos 202 kilómetros, siendo una de las rutas más extensas del país.

### Enlaces con otras carreteras nacionales
La Ruta 34 es parte de una importante red vial que incluye las rutas nacionales 23 y 27. La Costanera bordea la costa pacífica del país por la Ruta 23 que une el poblado de Barranca con el puerto de Caldera, con una longitud de 12,7 kilómetros. 
Es seguida por un tramo de 16,5 kilómetros entre el puerto de Caldera hasta la localidad de Coyolar de Orotina, correspondiente a la ruta nacional 27 y continúa por la Ruta Nacional 34, hasta la localidad de Palmar Norte con un tramo de 204,5 kilómetros. Estos tres tramos conforman una longitud total de casi 234 kilómetros.
La Ruta 34 enlaza con la Ruta 27 a la altura del peaje de Pozón de Orotina.